# Ruschia deminuta
Ruschia deminuta är en isörtsväxtart som beskrevs av L. Bol. Ruschia deminuta ingår i släktet Ruschia och familjen isörtsväxter. Inga underarter finns listade i Catalogue of Life.